# Kvarntjärnen (Alanäs socken, Jämtland, 714051-147662)
Kvarntjärnen är en sjö i Strömsunds kommun i Jämtland och ingår i Ångermanälvens huvudavrinningsområde. Sjön har en area på 0,0616 kvadratkilometer och ligger 366,4 meter över havet.

## Delavrinningsområde
Kvarntjärnen ingår i det delavrinningsområde (714257-147792) som SMHI kallar för Mynnar i Sörsjön. Medelhöjden är 479 meter över havet och ytan är 17,58 kvadratkilometer. Det finns inga avrinningsområden uppströms utan avrinningsområdet är högsta punkten. Vattendraget som avvattnar avrinningsområdet har biflödesordning 4, vilket innebär att vattnet flödar genom totalt 4 vattendrag innan det når havet efter 243 kilometer. Avrinningsområdet består mestadels av skog (88 procent). Avrinningsområdet har 0,78 kvadratkilometer vattenytor vilket ger det en sjöprocent på 4,4 procent.